# Nuevo León
Nuevo León är en av Mexikos delstater och är belägen i den nordöstra delen av landet. Den har 4 337 085 invånare (2007) på en yta av 64 924 km². Administrativ huvudort och största stad är Monterrey. Andra stora städer är Ciudad Apodaca, Ciudad Benito Juárez, Ciudad General Escobedo, Ciudad Santa Catarina, Guadalupe, San Nicolás de los Garza och San Pedro Garza García. 88 procent av delstatens befolkning är bosatt i Monterreys storstadsområde, som upptar mindre än en tiondel av Nuevo Leóns yta. 
Nuevo León är uppkallad efter León, ett gammalt spanskt kungadöme.